# Pionnat
Pionnat est une commune française située dans le département de la Creuse, en région Nouvelle-Aquitaine.

## Géographie

### Généralités

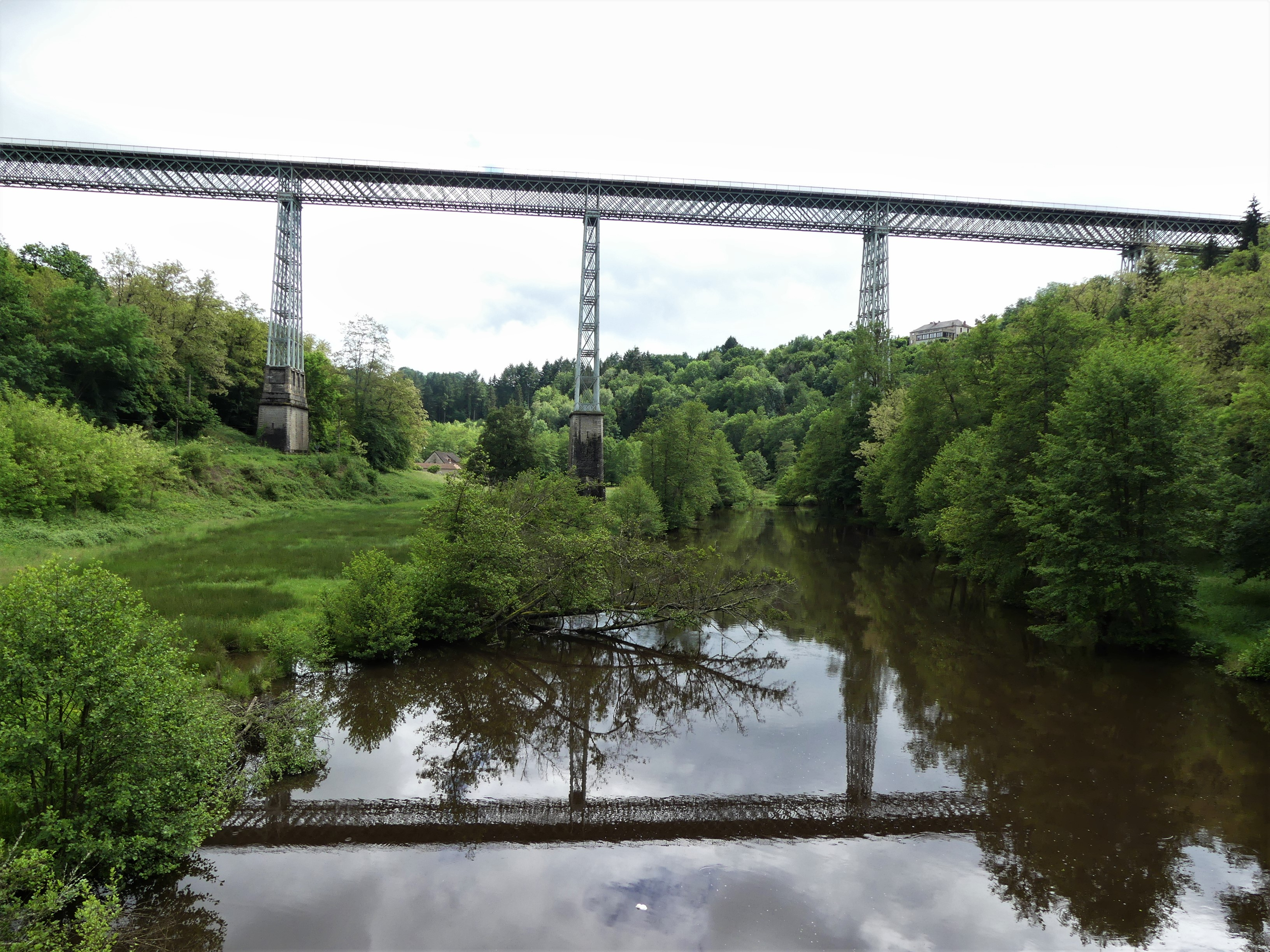
Le viaduc de Busseau franchit la Creuse en limites de Pionnat (à gauche) et d'Ahun (en rive opposée).

Dans la moitié nord du département de la Creuse, la commune de Pionnat est incluse dans l'aire urbaine de Guéret et s'étend sur 41,77 kilomètres carrés. Elle est bordée du sud à l'ouest sur environ dix kilomètres par la Creuse, et arrosée par six de ses affluents dont le ruisseau de Vigeville qui longe la limite communale au sud-est.
L'altitude minimale, 320 mètres, se trouve localisée à l'ouest, au nord du lieu-dit le Moulin de Matagot, là où la Creuse quitte la commune et sert de limite entre celles d'Ajain et de Saint-Laurent. L'altitude maximale avec 573 mètres est au nord-est, à l'oppidum de Châteauvieux.
À l'intersection des routes départementales (RD) 4, 16 et 65, le bourg de Pionnat est situé, en distances orthodromiques, douze kilomètres à l'est de la préfecture Guéret.
La route nationale 145, à grande circulation, traverse le nord de la commune mais n'est accessible que par la RD 100 à l'échangeur no 45, sur la commune voisine de Jarnages. La RD 50 traverse très brièvement le sud du territoire communal, franchissant la Creuse à proximité du viaduc de Busseau.
Au sud, les lignes ferroviaires de Montluçon à Saint-Sulpice-Laurière et de Busseau-sur-Creuse à Felletin sont accessibles par la gare de Busseau-sur-Creuse sur la commune d'Ahun.

### Communes limitrophes
Pionnat est limitrophe de huit autres communes, dont Ladapeyre au nord-est sur une longueur de moins de 900 mètres. Au sud-ouest, le territoire de Saint-Hilaire-la-Plaine est distant de moins de 500 mètres et au sud-est, celui de Moutier-d'Ahun est éloigné de moins de 700 mètres.
| Ajain         |         | Ladapeyre, Jarnages |
| Saint-Laurent | Pionnat | Vigeville           |
| Mazeirat      | Ahun    | Cressat             |

### Climat
Pour des articles plus généraux, voir Climat de la Nouvelle-Aquitaine et Climat de la Creuse.
En 2010, le climat de la commune est de type climat des marges montargnardes, selon une étude s'appuyant sur une série de données couvrant la période 1971-2000. En 2020, Météo-France publie une typologie des climats de la France métropolitaine dans laquelle la commune est exposée à un climat de montagne ou de marges de montagne et est dans la région climatique  Ouest et nord-ouest du Massif central, caractérisée par une pluviométrie annuelle de 900 à 1 500 mm, maximale en automne et en hiver.
Pour la période 1971-2000, la température annuelle moyenne est de 10,2 °C, avec  une amplitude thermique annuelle de 15,1 °C. Le cumul annuel moyen de précipitations est de 1 015 mm, avec 12,6 jours de précipitations en janvier et 8,1 jours en juillet. Pour la période 1991-2020, la température moyenne annuelle observée sur la station météorologique la plus proche, située sur la commune de Guéret à 12 km à vol d'oiseau, est de 11,3 °C et le cumul annuel moyen de précipitations est de 1 103,0 mm. Pour l'avenir, les paramètres climatiques de la commune estimés pour 2050 selon différents scénarios d'émission de gaz à effet de serre sont consultables sur un site dédié publié par Météo-France en novembre 2022.

### Milieux naturels et biodiversité
La protection réglementaire est le mode d'intervention le plus fort pour préserver des espaces naturels remarquables et leur biodiversité associée,.
L'inventaire des zones naturelles d'intérêt écologique, faunistique et floristique (ZNIEFF) a pour objectif de réaliser une couverture des zones les plus intéressantes sur le plan écologique, essentiellement dans la perspective d'améliorer la connaissance du patrimoine naturel national et de fournir aux différents décideurs un outil d'aide à la prise en compte de l'environnement dans l'aménagement du territoire.
Une ZNIEFF est recensée sur la commune d'après l'Inventaire national du patrimoine naturel.
Cette ZNIEFF de type 1 « étang et prairies humides du Deveix » se situe près du lieu-dit le Deveix, en bordure nord de la route départementale 100, et s'étend sur environ 7,5 hectares.

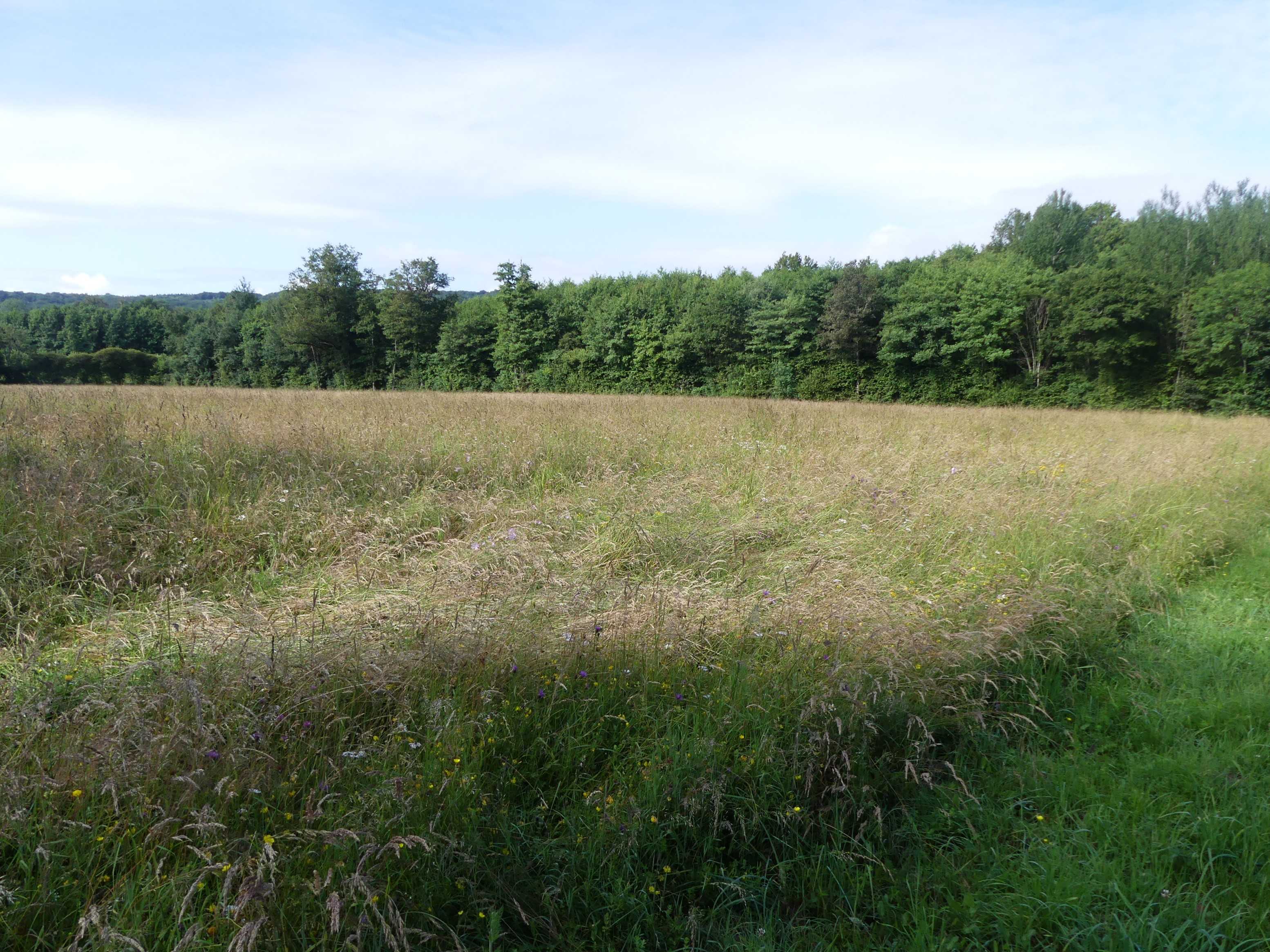
La partie orientale.
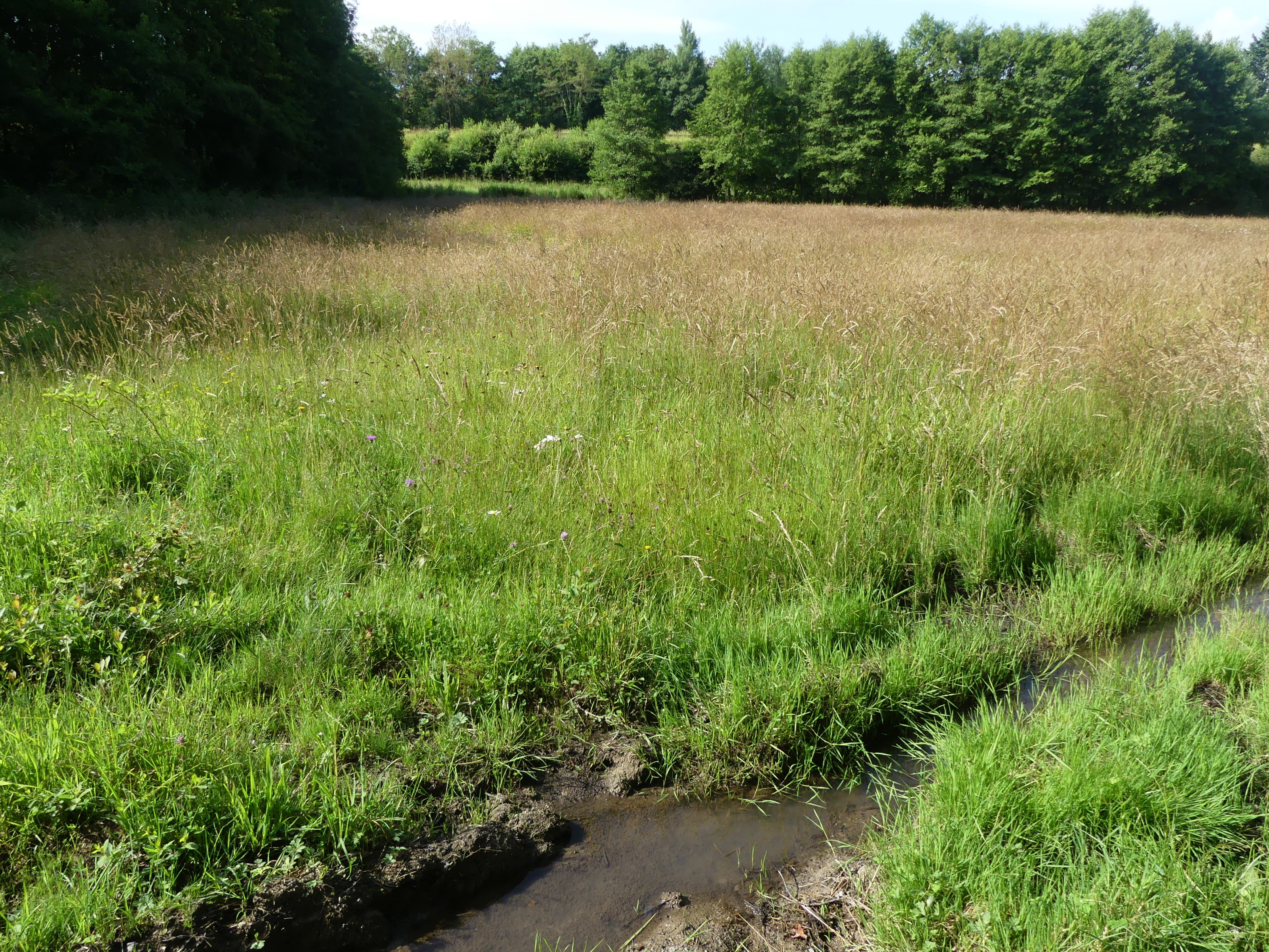
La partie sud.
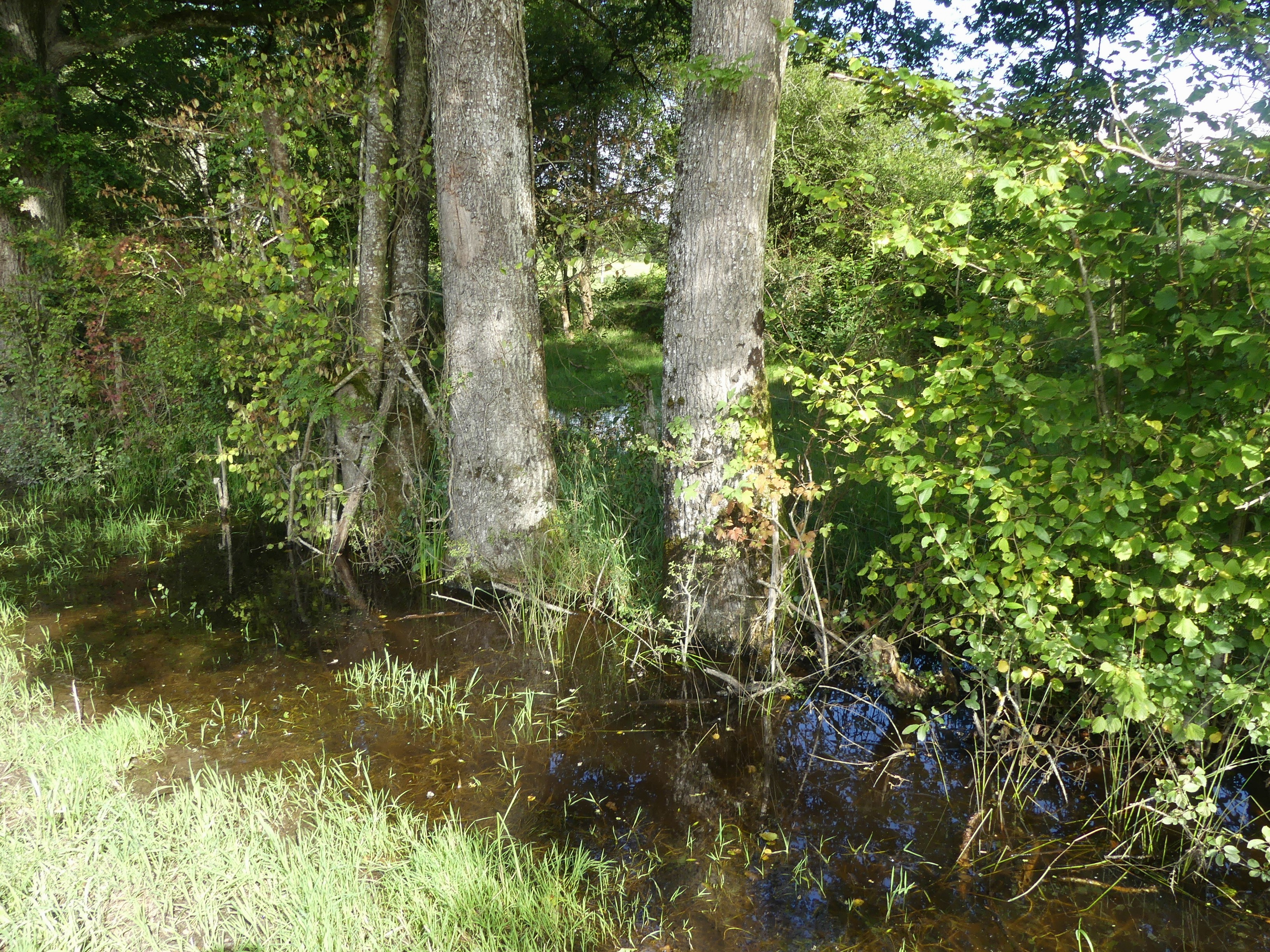
La partie nord.

## Urbanisme

### Typologie
Au 1er janvier 2024, Pionnat est catégorisée commune rurale à habitat très dispersé, selon la nouvelle grille communale de densité à sept niveaux définie par l'Insee en 2022.
Elle est située hors unité urbaine. Par ailleurs la commune fait partie de l'aire d'attraction de Guéret, dont elle est une commune de la couronne,. Cette aire, qui regroupe 72 communes, est catégorisée dans les aires de moins de 50 000 habitants,.

### Occupation des sols
L'occupation des sols de la commune, telle qu'elle ressort de la base de données européenne d’occupation biophysique des sols Corine Land Cover (CLC), est marquée par l'importance des territoires agricoles (66,5 % en 2018), une proportion sensiblement équivalente à celle de 1990 (66 %). La répartition détaillée en 2018 est la suivante : 
prairies (54,6 %), forêts (32,7 %), zones agricoles hétérogènes (11,2 %), terres arables (0,7 %), zones urbanisées (0,6 %), mines, décharges et chantiers (0,3 %). L'évolution de l’occupation des sols de la commune et de ses infrastructures peut être observée sur les différentes représentations cartographiques du territoire : la carte de Cassini (XVIIIe siècle), la carte d'état-major (1820-1866) et les cartes ou photos aériennes de l'Institut national de l'information géographique et forestière pour la période actuelle (1950 à aujourd'hui).

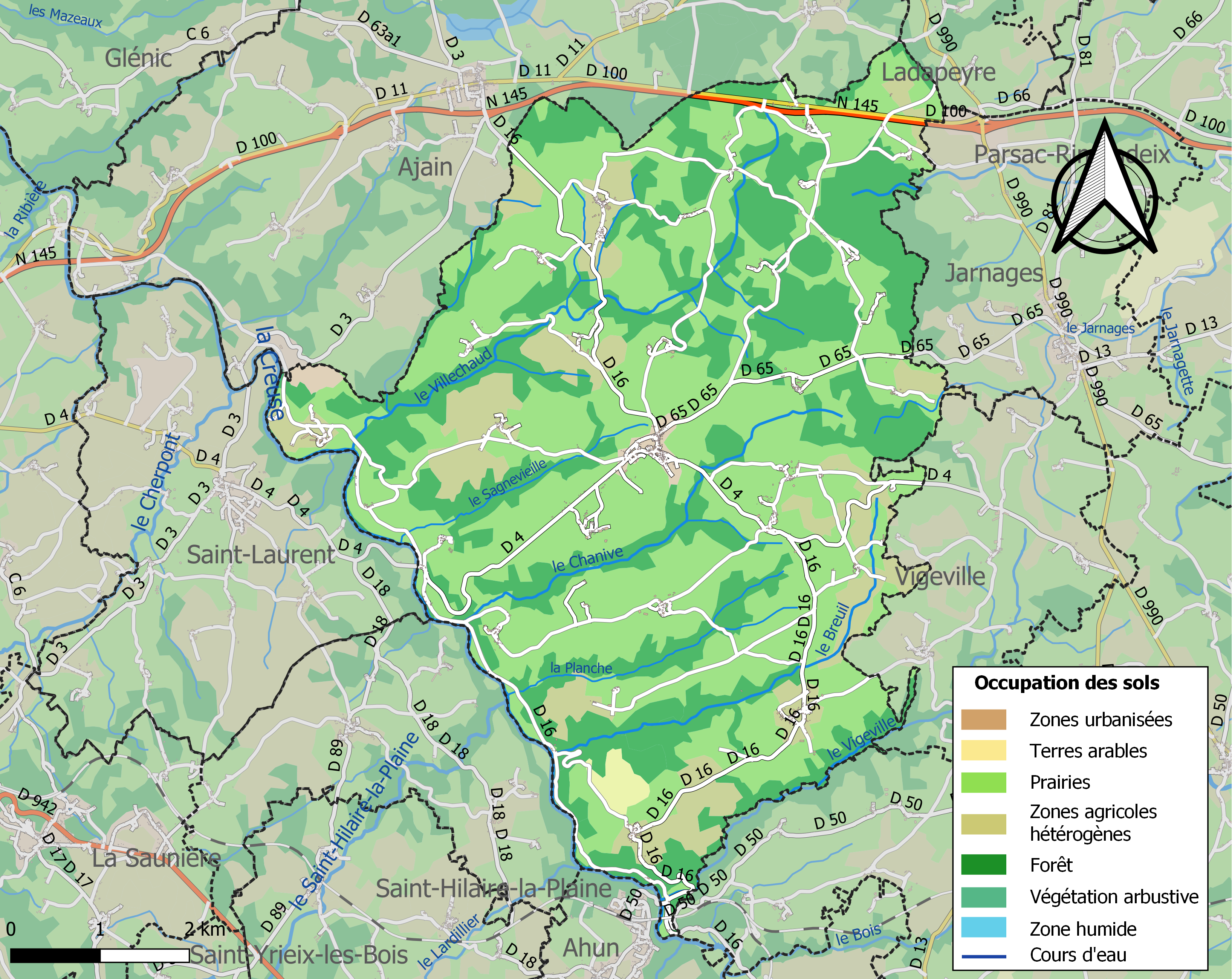
Carte des infrastructures et de l'occupation des sols de la commune en 2018 (Corine Land Cover).

### Transport routier
- Réseau TransCreuse

### Risques majeurs
Le territoire de la commune de Pionnat est vulnérable à différents aléas naturels : météorologiques (tempête, orage, neige, grand froid, canicule ou sécheresse), inondations et séisme (sismicité faible). Il est également exposé à deux risques technologiques, le transport de matières dangereuses et la rupture d'un barrage, et à un risque particulier : le risque de radon. Un site publié par le Bureau de recherches géologiques et minières permet d'évaluer simplement et rapidement les risques d'un bien localisé soit par son adresse soit par le numéro de sa parcelle.

#### Risques naturels
Certaines parties du territoire communal sont susceptibles d’être affectées par le risque d’inondation par débordement de cours d'eau, notamment la Creuse. La commune a été reconnue en état de catastrophe naturelle au titre des dommages causés par les inondations et coulées de boue survenues en 1982 et 1999,.

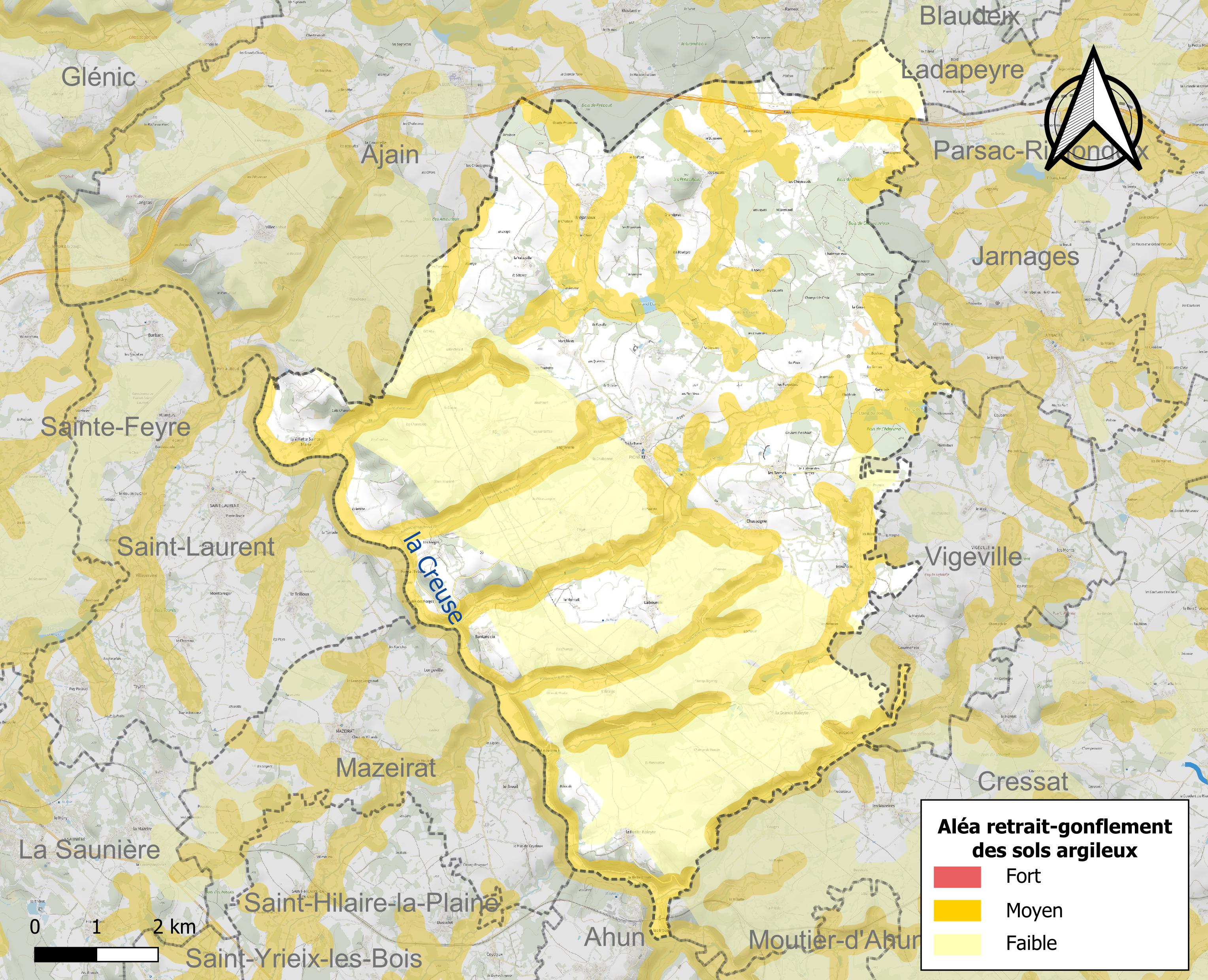
Carte des zones d'aléa retrait-gonflement des sols argileux de Pionnat.

Le retrait-gonflement des sols argileux est susceptible d'engendrer des dommages importants aux bâtiments en cas d’alternance de périodes de sécheresse et de pluie. 33,3 % de la superficie communale est en aléa moyen ou fort (33,6 % au niveau départemental et 48,5 % au niveau national). Sur les 524 bâtiments dénombrés sur la commune en 2019, 80 sont en aléa moyen ou fort, soit 15 %, à comparer aux 25 % au niveau départemental et 54 % au niveau national. Une cartographie de l'exposition du territoire national au retrait gonflement des sols argileux est disponible sur le site du Bureau de recherches géologiques et minières,.
Par ailleurs, afin de mieux appréhender le risque d’affaissement de terrain, l'inventaire national des cavités souterraines permet de localiser celles situées sur la commune.
Concernant les mouvements de terrains, la commune a été reconnue en état de catastrophe naturelle au titre des dommages causés par des mouvements de terrain en 1999.

#### Risques technologiques
Le risque de transport de matières dangereuses sur la commune est lié à sa traversée par une ou des infrastructures routières ou ferroviaires importantes ou la présence d'une canalisation de transport d'hydrocarbures. Un accident se produisant sur de telles infrastructures est susceptible d’avoir des effets graves sur les biens, les personnes ou l'environnement, selon la nature du matériau transporté. Des dispositions d’urbanisme peuvent être préconisées en conséquence.
La commune est en outre située en aval du  barrage de Confolent, un ouvrage sur la Creuse de classe A soumis à un plan particulier d'intervention, disposant d'une retenue de 4,7 millions de mètres cubes. À ce titre elle est susceptible d’être touchée par l’onde de submersion consécutive à la rupture de cet ouvrage.

#### Risque particulier
Dans plusieurs parties du territoire national, le radon, accumulé dans certains logements ou autres locaux, peut constituer une source significative d’exposition de la population aux rayonnements ionisants. Certaines communes du département sont concernées par le risque radon à un niveau plus ou moins élevé. Selon la classification de 2018, la commune de Pionnat est classée en zone 3, à savoir zone à potentiel radon significatif.

## Toponymie
En occitan, la commune porte le nom de Piònac.

## Histoire
À l'époque de la révolution française de 1848, en juin, les révoltés d'Ajain sont des paysans des communes d'Ajain, Ladapeyre et Pionnat qui marchent sur Guéret. Ils veulent délivrer leurs camarades emprisonnés pour s'être opposés à l'Impôt des 45 centimes que la nouvelle République vient de voter. Le 15 juin, à l'entrée de la ville-préfecture, l'affrontement avec la Garde nationale fait seize morts parmi les manifestants.

## Politique et administration
| Période                                  | Période  | Identité      | Étiquette | Qualité  |
| ---------------------------------------- | -------- | ------------- | --------- | -------- |
| Les données manquantes sont à compléter. |          |               |           |          |
|                                          |          |               |           |          |
| mars 2001                                | mai 2020 | Jean Pruchon  | DVD       | Retraité |
| mai 2020                                 | En cours | Laurent Piolé |           |          |

## Démographie
Les habitants de Pionnat se nomment les Pionnatois.
L'évolution du nombre d'habitants est connue à travers les recensements de la population effectués dans la commune depuis 1793. Pour les communes de moins de 10 000 habitants, une enquête de recensement portant sur toute la population est réalisée tous les cinq ans, les populations de référence des années intermédiaires étant quant à elles estimées par interpolation ou extrapolation. Pour la commune, le premier recensement exhaustif entrant dans le cadre du nouveau dispositif a été réalisé en 2004.

En 2022, la commune comptait 715 habitants, en évolution de −7,02 % par rapport à 2016 (Creuse : −3,32 %, France hors Mayotte : +2,11 %).
| 1793  | 1800  | 1806  | 1821  | 1831  | 1836  | 1841  | 1846  | 1851  |
| ----- | ----- | ----- | ----- | ----- | ----- | ----- | ----- | ----- |
| 2 281 | 2 109 | 2 206 | 2 384 | 2 329 | 2 430 | 2 425 | 2 429 | 2 423 |

| 1856  | 1861  | 1866  | 1872  | 1876  | 1881  | 1886  | 1891  | 1896  |
| ----- | ----- | ----- | ----- | ----- | ----- | ----- | ----- | ----- |
| 2 324 | 2 175 | 2 203 | 2 253 | 2 237 | 2 216 | 2 163 | 2 147 | 2 068 |

| 1901  | 1906  | 1911  | 1921  | 1926  | 1931  | 1936  | 1946  | 1954  |
| ----- | ----- | ----- | ----- | ----- | ----- | ----- | ----- | ----- |
| 2 084 | 2 013 | 1 866 | 1 607 | 1 535 | 1 388 | 1 283 | 1 151 | 1 047 |

| 1962 | 1968 | 1975 | 1982 | 1990 | 1999 | 2004 | 2006 | 2009 |
| ---- | ---- | ---- | ---- | ---- | ---- | ---- | ---- | ---- |
| 961  | 847  | 741  | 726  | 682  | 744  | 764  | 756  | 762  |

| 2014 | 2019 | 2022 | - | - | - | - | - | - |
| ---- | ---- | ---- | - | - | - | - | - | - |
| 768  | 737  | 715  | - | - | - | - | - | - |

## Culture locale et patrimoine

### Lieux et monuments
- Dolmen dit la Pierre Fade et menhir de Ménardeix[32],[33].
- Oppidum de Châteauvieux datant le l'âge du fer, classé au titre des monuments historiques en 1984[34].
- Abbaye des Ternes, édifiée en 1338, inscrite au titre des monuments historiques en 1981 pour ses façades et toitures[35].
- Viaduc de Busseau réalisé entre 1863 et 1865 pour la ligne ferroviaire de Montluçon à Saint-Sulpice-Laurière, inscrit au titre des monuments historiques en 1975[36],[37].
- Église Saint-Étienne de Pionnat.
- Château de Bogenet.

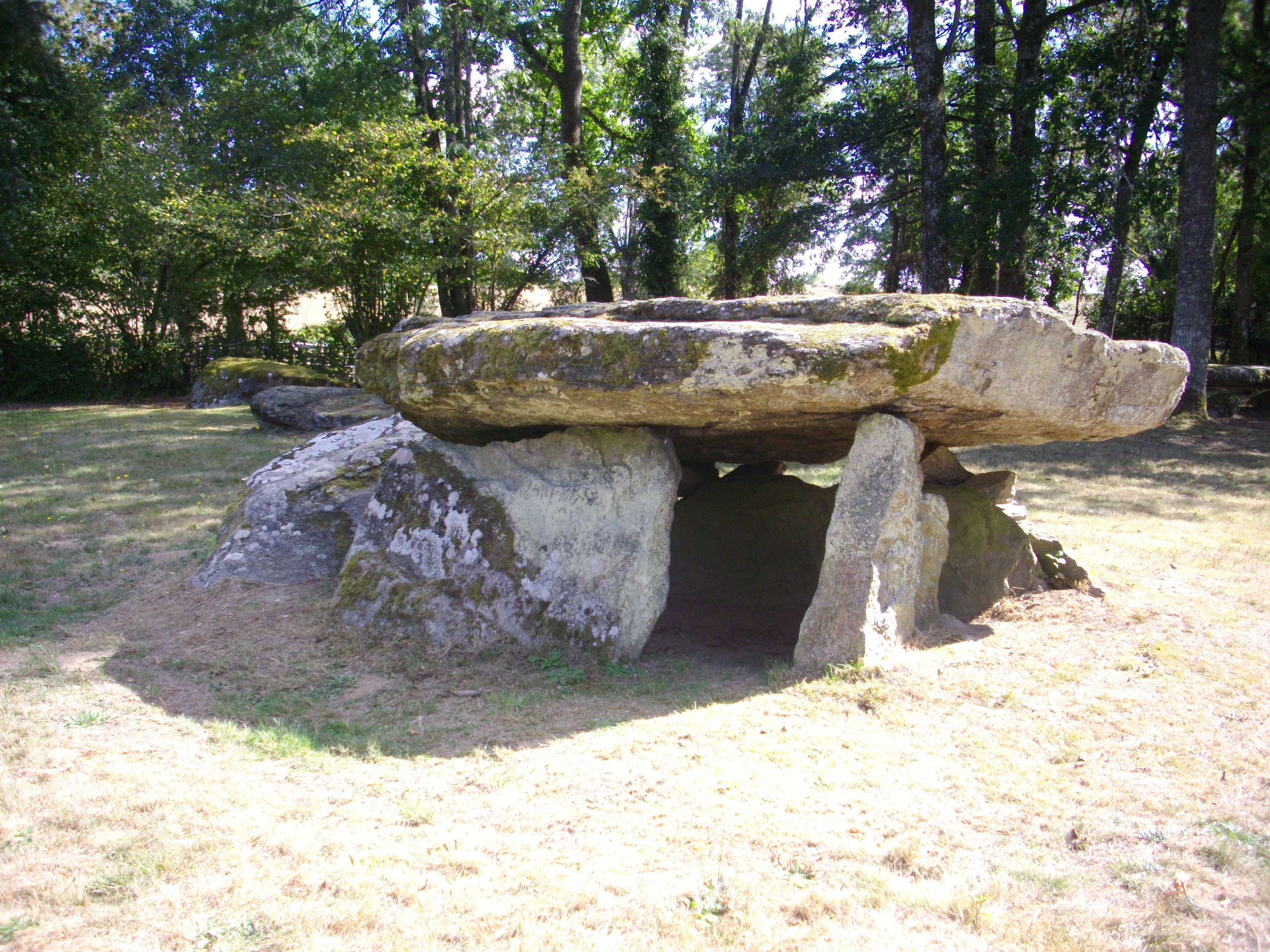
La Pierre Fade.
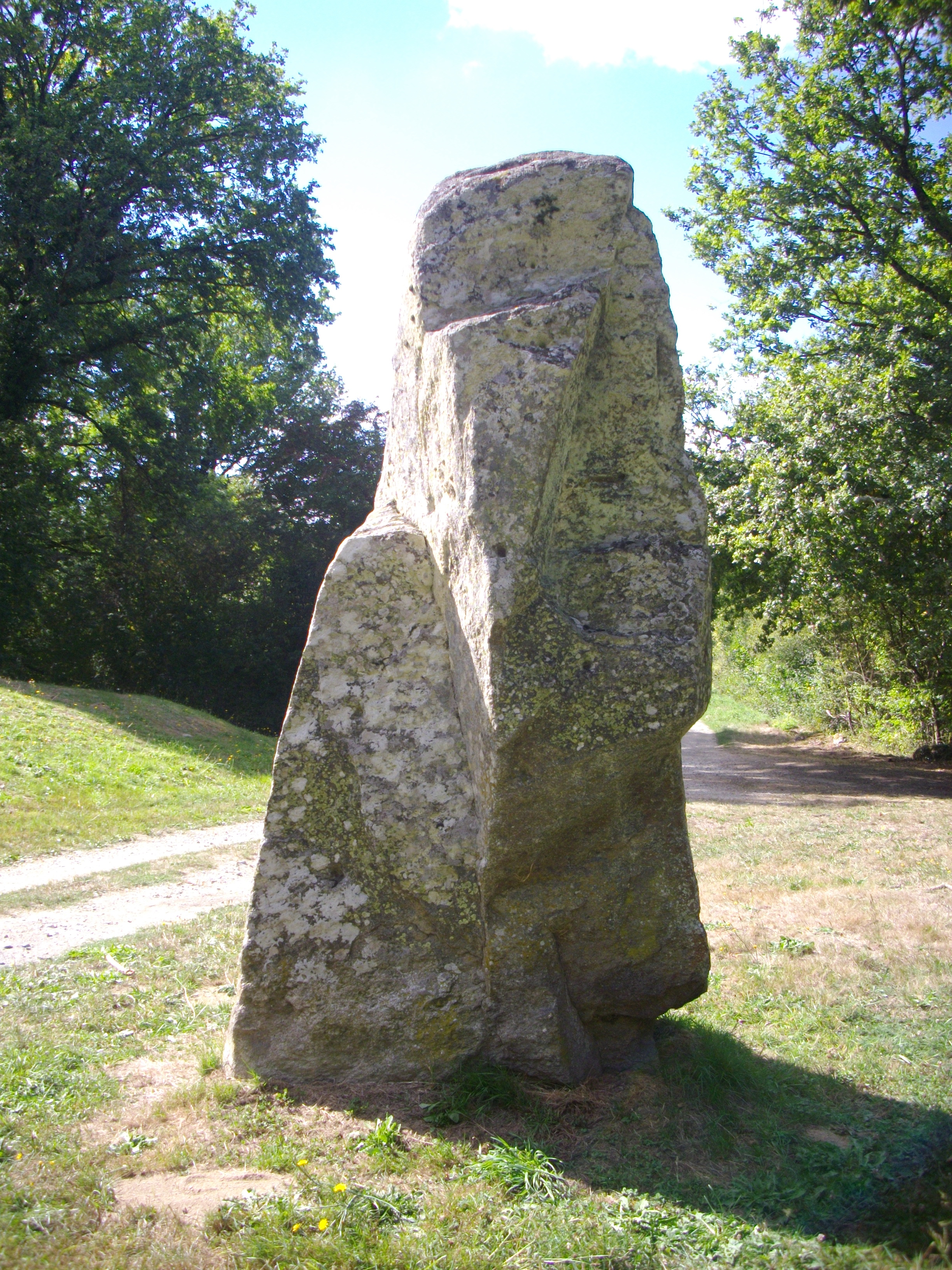
Le menhir de Ménardeix.
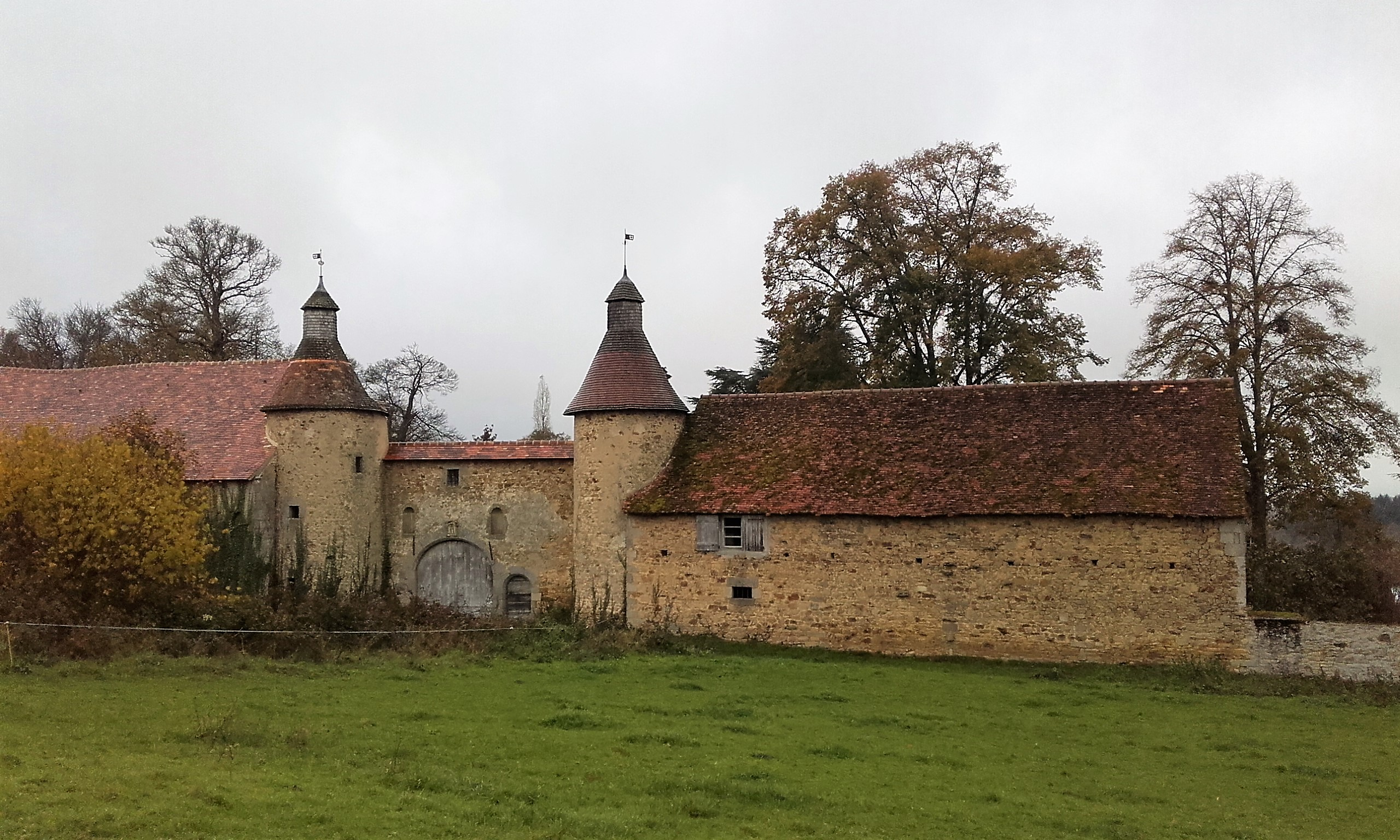
L'abbaye des Ternes.
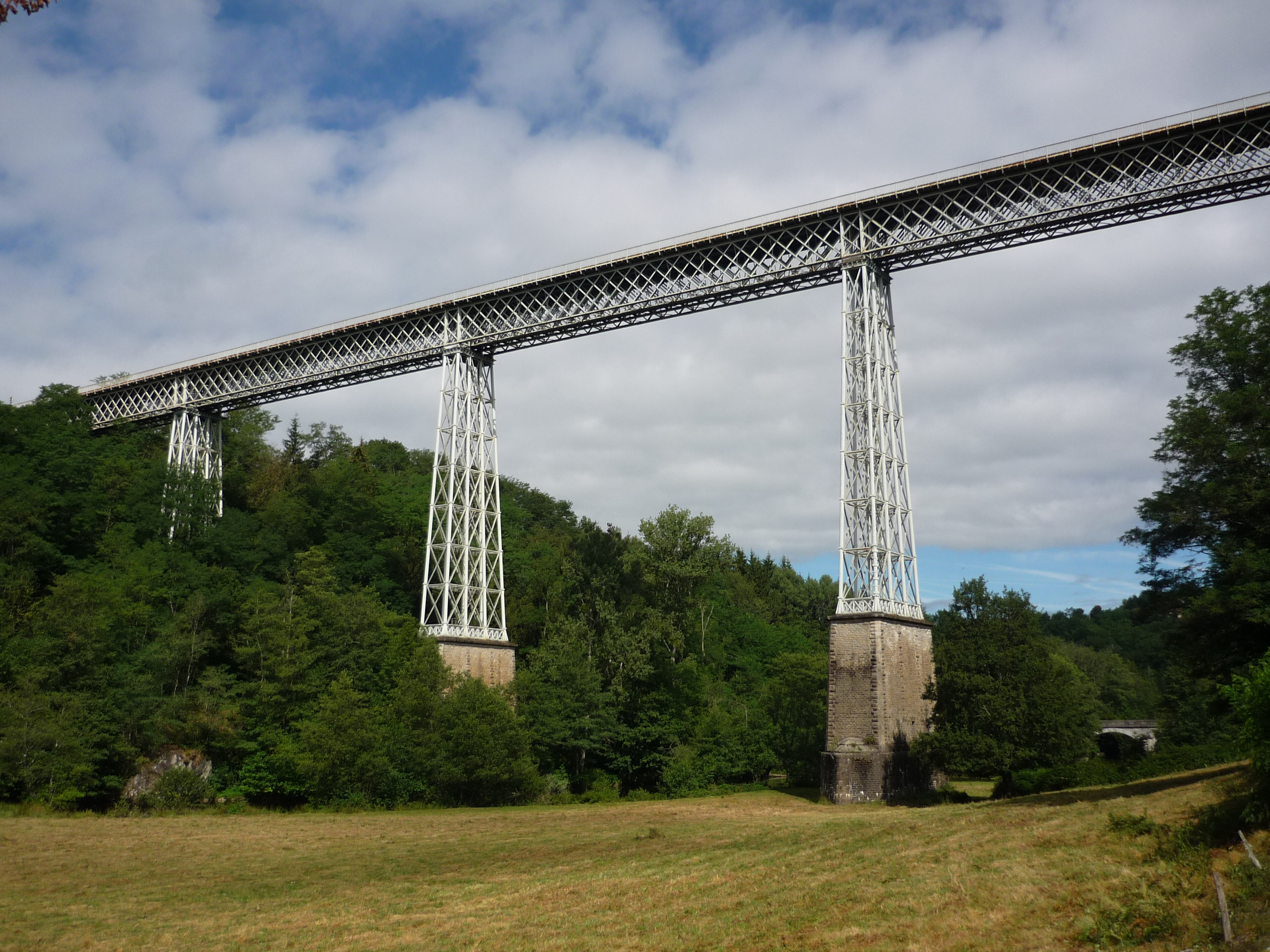
Le viaduc de Busseau.
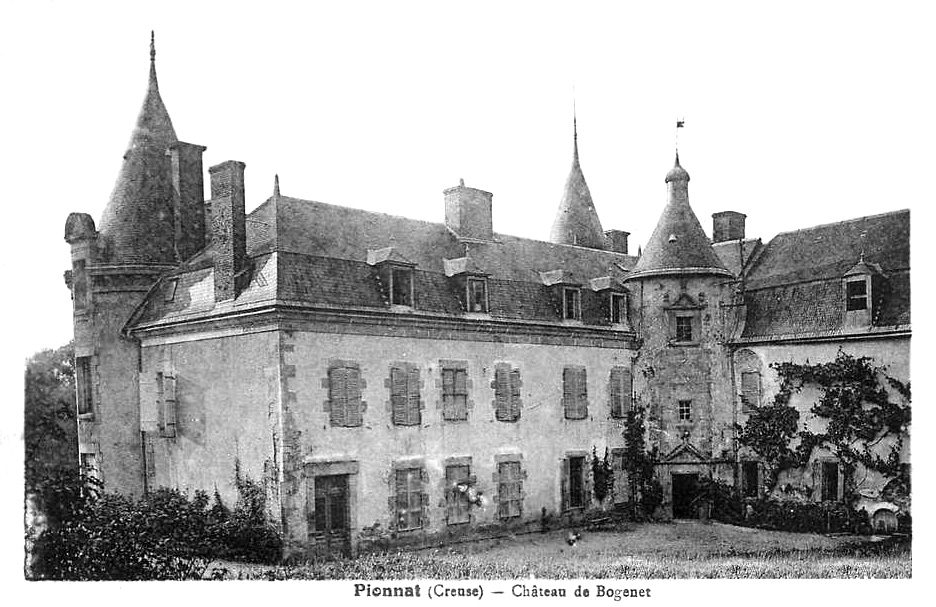
Le château de Bogenet vers 1900.

### Cartes postales anciennes

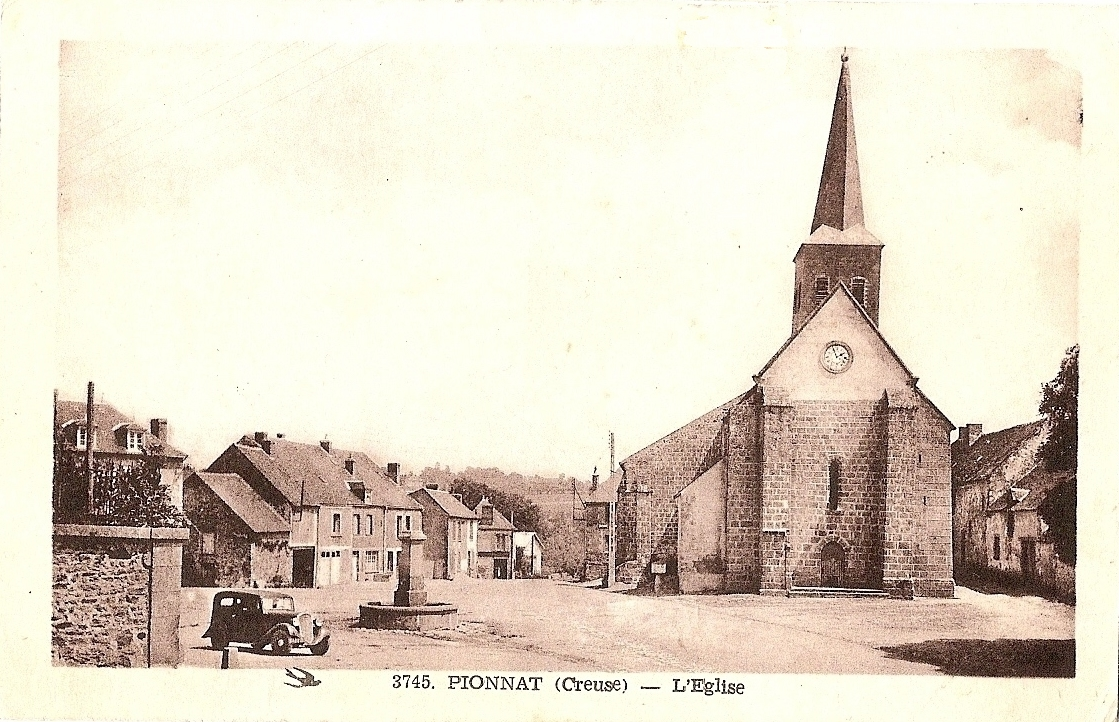
L'église.
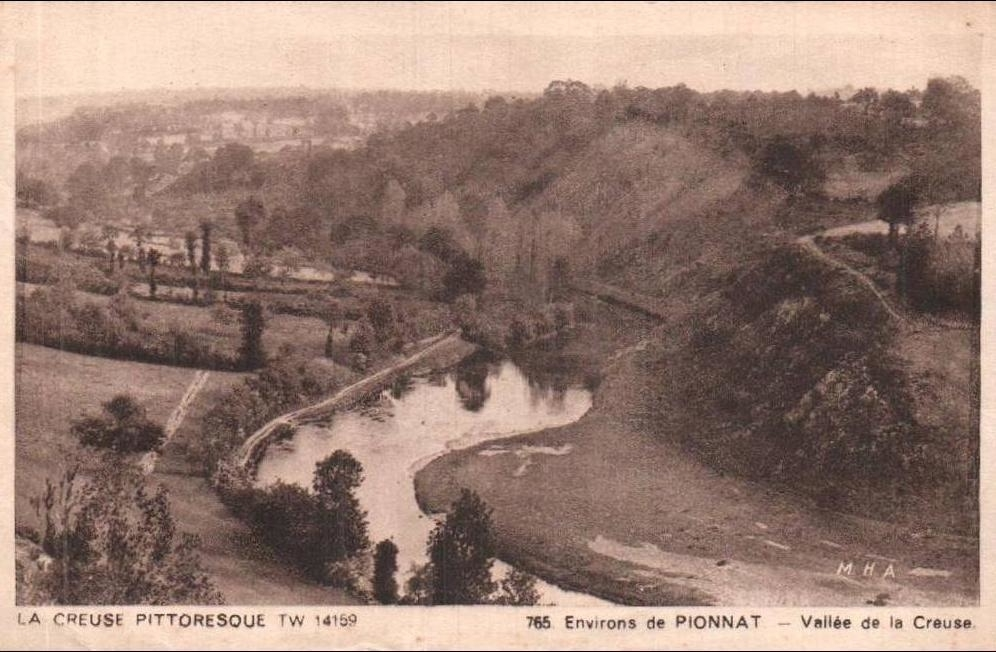
Environs de Pionnat.
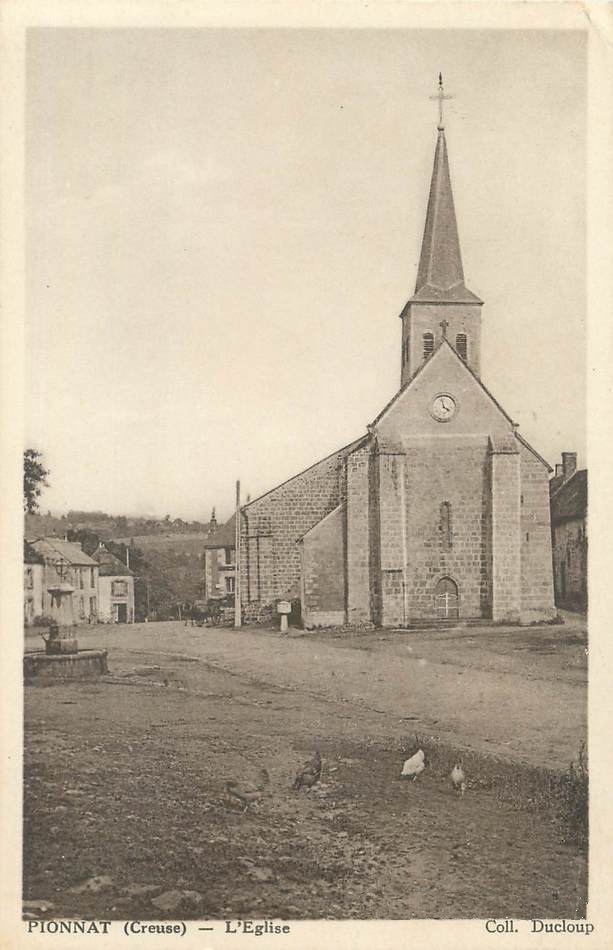
L'église.
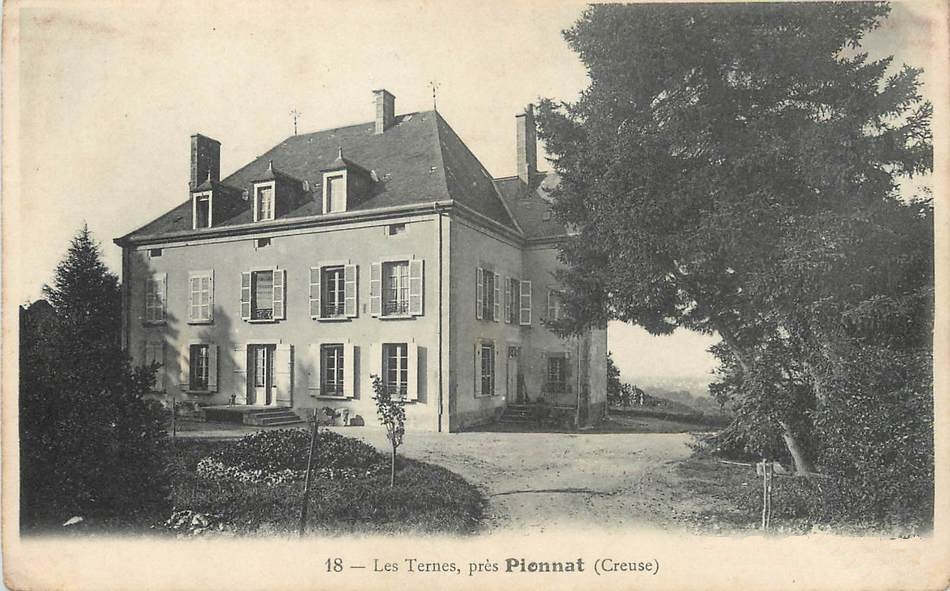
Les Ternes, près Pionnat.
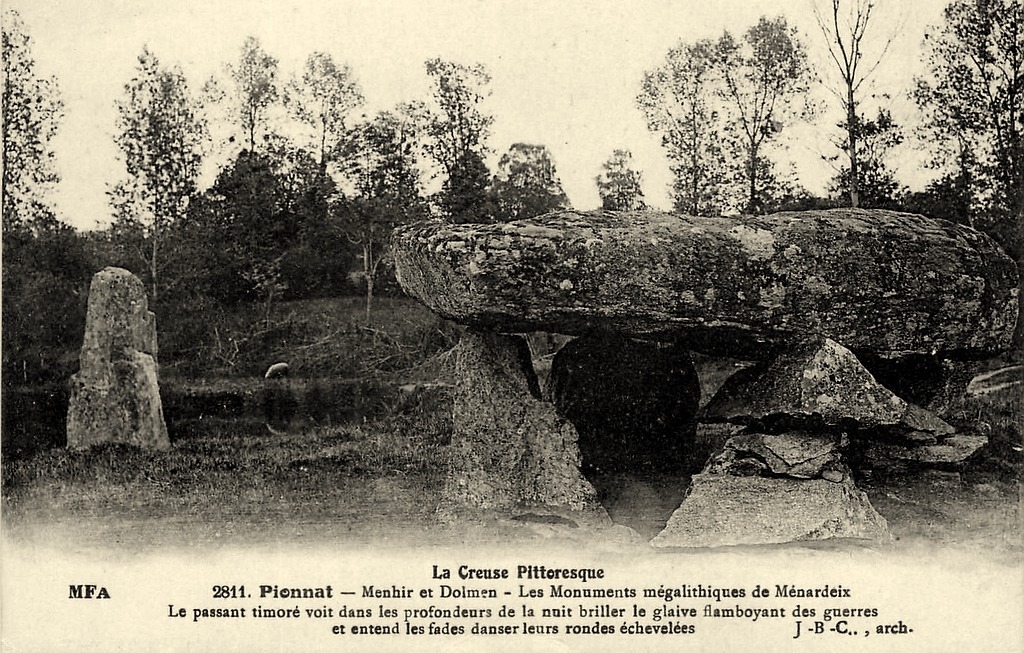
Les monuments mégalithiques de Ménardeix.
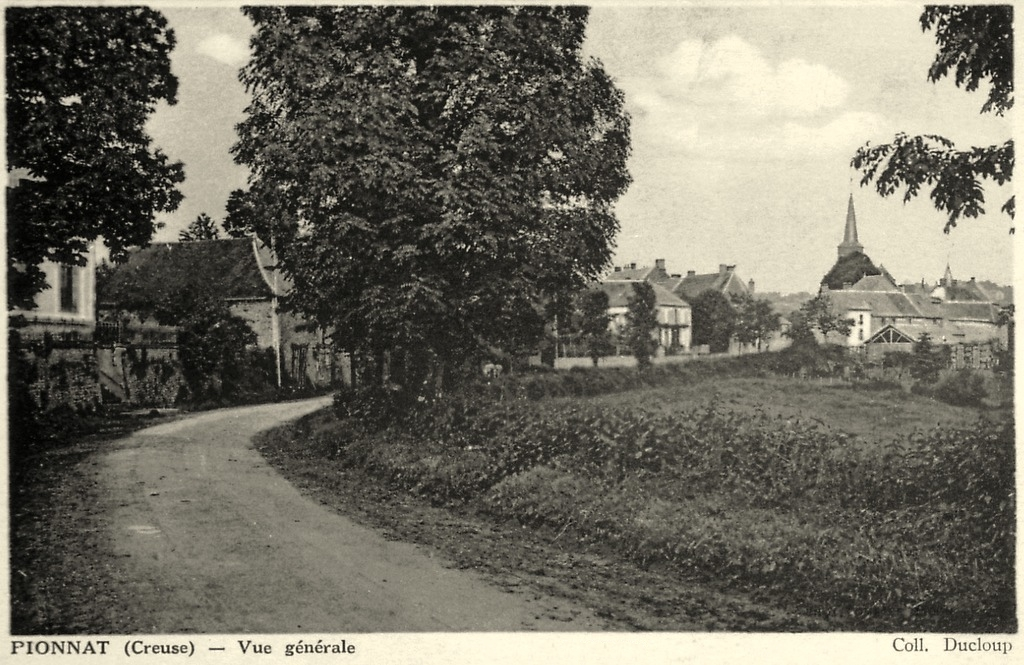
Vue générale de Pionnat.

### Personnalités liées à la commune
- Michel Villedo (1598-1667) est un maçon creusois né à Pionnat. Il a été maître des ouvrages de maçonnerie des bâtiments du roi, réalisant en particulier l'hôtel de Beauvais, l'hôtel d'Aumont, l'église de la Visitation, le château de Baville et le château de Vaux-le-Vicomte[38].

### Héraldique
| Blason à dessiner | Blason  | Écartelé : au 1er d'argent à la croix latine pattée de pourpre, au 2e de pourpre au dolmen d'argent, au 3e de pourpre au marteau d'argent posé en bande à dextre et à la truelle du même posée en barre à senestre, au 4e d'argent à l'olivier de pourpre ; à la divise ondée d'argent brochant sur la partition. |
| Blason à dessiner | Détails | Adopté le 11 juin 2021. |